# Terremoto de Mino-Owari de 1891
O terremoto de Mino-Owari de 1891 (美濃・尾張地震, Mino-Owari Jishin) atingiu as províncias japonesas de Mino e Owari (atual prefeitura de Gifu) na planície de Nōbi no início da manhã de 28 de outubro com uma magnitude de onda de superfície de 8,0 e magnitude de momento de 7,5. O evento, também conhecido como Terremoto de Nōbi (濃尾地震, Nōbi Jishin), Grande Terremoto de Gifu (岐阜大地震, Gifu Daijishin) ou Grande Terremoto de Nōbi (濃尾大地震, Nōbi Daijishin), é o maior terremoto conhecido no interior do arquipélago japonês.
O terremoto ocorreu em um momento em que o Japão estava passando por uma transformação em uma nação mais industrial e enquanto avançava sua compreensão científica em muitos campos. Os danos causados pelo evento foram generalizados e a perda de vidas foi significativa. Os muitos quilômetros de falhas visíveis na superfície da Terra apresentaram aos cientistas oportunidades para investigações de campo que, em última análise, levaram a uma melhor compreensão das escarpas de falhas que os terremotos costumam gerar.

## Prefácio
Registros de terremotos e tsunamis históricos se estendem mais no tempo no Japão do que em qualquer outro país que fica ao longo da Orla do Pacífico (o primeiro evento documentado ocorreu em 416 DC). Esses documentos históricos apoiaram a verificação da data do terremoto de Cascadia de 1700 que ocorreu na costa noroeste do Pacífico da América do Norte. A questão dos terremotos no Japão tornou-se uma prioridade após o evento Ansei-Nankai de 1854, que trouxe grande destruição à parte sudoeste do país. Com o início do período Meiji, o sistema de governo feudal foi substituído por um império que começou a se concentrar no avanço da sociedade japonesa até os padrões ocidentais, especialmente na ciência.
Enquanto o governo trouxe especialistas estrangeiros (yatoi) durante a construção da infraestrutura moderna do país, a alta sismicidade no Japão provou ser um cenário de laboratório ideal durante o estabelecimento da nova ciência da sismologia. Em 1876, John Milne veio da Inglaterra para lecionar no Imperial College of Engineering em Tóquio. Após o terremoto de 22 de fevereiro de 1880, a atenção de Milne voltou-se para a sismologia como uma área primária de estudo. Esse terremoto também desencadeou a formação da Sociedade Sismológica do Japão, que era uma organização para ajudar cientistas estrangeiros a se manterem coordenados em seus esforços. Pouco tempo depois, os japoneses tinham sua própria organização (a Agência Meteorológica do Japão) que havia assumido o controle de um sistema de relatórios de terremotos que foi inicialmente criado por Milne. Em última análise, o sistema e o terremoto de 1891 forneceram dados pelos quais o sismólogo Fusakichi Omori desenvolveu uma lei de decaimento para tremores secundários.

## Configuração tectônica
As quatro principais ilhas japonesas de Kyushu, Shikoku, Honshu e Hokkaido estão em um arranjo convexo apontando para o Oceano Pacífico, enquanto as trincheiras oceânicas que formam o limite oeste da placa do Pacífico são convexas na direção oposta, em direção à Eurásia. A crosta continental acima das zonas de subducção já havia sido associada à placa eurasiática, mas o norte de Honshu e Hokkaido foram mais recentemente tratados como parte da placa norte-americana, devido a um limite de placa mal definido entre a Sibéria Oriental e o Alasca e um limite recém-formado no perímetro oriental do Mar do Japão. Esta porção da crosta é conhecida localmente como a placa de Okhotsk. A borda sudoeste da placa é chamada de Linha Tectônica Itoigawa-Shizuoka. É uma região de falhas que atravessa a largura do centro de Honshu, mas não gerou grandes terremotos. Movendo-se para o oeste, porém, as falhas de Atera, Miboro, Atotsugawa e Nobi produziram grandes eventos. Dois desses eventos ocorreram além do término da ruptura de 1891: o terremoto de Mikawa de 1945 que atingiu perto de Nagoya na falha de Fukozu e o terremoto de Fukui de 1948 que ocorreu perto do Mar do Japão.

## Terremoto
O evento de outubro de 1891 foi o maior terremoto registrado na história do Japão. Falhas de superfície se estendiam por 80 quilômetros (50 milhas) com deslocamento horizontal de até 8 metros (26 pés) e deslizamento vertical na faixa de 2 a 3 m (6 pés 7 pol - 9 pés 10 pol). Naquela época, os cientistas acreditavam que grandes terremotos rasos eram o resultado de magma se movendo no subsolo ou mesmo em explosões subterrâneas. Bunjiro Koto, professor da Universidade Imperial de Tóquio, foi tão influenciado pela extraordinária falha superficial que divergiu da crença tradicional e proclamou que o deslizamento repentino da falha havia sido a causa e não simplesmente uma consequência secundária do evento.
O terremoto foi registrado em sismógrafos Gray-Milne-Ewing em estações de observação meteorológica em Gifu, Nagoya, Osaka e Tóquio, bem como em uma estação localizada na Universidade Imperial de Tóquio. Embora as unidades tenham saído da escala após 8,5 segundos em Gifu e 13,5 segundos em Nagoya (provavelmente devido a uma inundação de grandes ondas S), os sismogramas que produziram foram benéficos para os sismólogos desenvolverem uma compreensão do processo de ruptura da falha. Os registros das estações de Gifu e Nagoya foram especialmente úteis, pois eram os mais próximos da zona de falha.

### Falhas de superfície
Nas primeiras décadas do evento, Koto e Omori documentaram as quebras de falhas abrangentes que eram visíveis na superfície, e uma investigação posterior de T. Matsuda revelou que as quebras seguiram uma tendência geral noroeste-sudeste. A pesquisa de Matsuda de 1974 também documentou falhas conjugadas intermitentes e complementares que estavam alinhadas nordeste-sudoeste e rotulou o arranjo como sistema de falhas Nobi. As quebras de deslizamento foram descritas como principalmente deslocamento lateral esquerdo de três falhas principais. A ruptura da superfície não se estendeu por toda a distância das falhas individuais, mas o segmento de Nukumi percorreu 20 km (12 milhas) com um deslocamento máximo de 3 m (9,8 pés). As falhas Neodani e Umehara tiveram comprimentos de ruptura de 35 km (22 milhas) e 25 km (16 milhas) e deslocamentos máximos de 8 m (26 pés) e 5 m (16 pés), respectivamente.

### Danos
O choque ocorreu perto de Nagoya e foi sentido em todo o país, mas foi o mais forte no centro do Japão. As cidades de Gifu e Ogaki sofreram grandes danos, em grande parte devido ao fogo, mas Osaka e Nagoya também foram significativamente afetadas. O terremoto foi forte em Tóquio, durando muitos minutos, e derrubou itens das prateleiras e parou os relógios.
O relatório inicial do desastre no Asahi Shimbun de Tóquio deu apenas detalhes limitados. Afirmou que um novo prédio para o Ministério do Interior em Tóquio perdeu várias chaminés e que o motivo da perda de energia em Yokohama foi que uma chaminé de tijolos caiu na usina e danificou o equipamento lá. No dia seguinte, porém, o jornal revelou que muitas casas foram perdidas e outros edifícios industriais foram danificados ou destruídos em Osaka, incluindo a fábrica de tecidos de algodão Naniwa, um novo edifício de tijolos de três andares em estilo ocidental. Em 3 de novembro, quando a extensão dos danos estava se tornando mais clara, o mesmo jornal informou que mais de 1 000 casas japonesas e outros edifícios haviam desabado em Nagoya.

### Tremores secundários
Mais de 3 000 tremores secundários foram relatados pelo observatório meteorológico de Gifu nos 14 meses seguintes ao evento. De acordo com um estudo de 1976 de Takeshi Mikumo e Masataka Ando, três ou quatro choques por ano ainda estavam sendo detectados. Vários estudos universitários sobre a atividade de microterremotos foram realizados nas décadas de 1960 e 1970 e as áreas a sudoeste da falha de Neodani e perto de Gifu e Inuyama foram encontradas com atividade elevada.